# Шауаєу
Шауаєу (рум. Șauaieu) — село у повіті Біхор в Румунії. Входить до складу комуни Ножорід.
Село розташоване на відстані 426 км на північний захід від Бухареста, 14 км на південь від Ораді, 128 км на захід від Клуж-Напоки, 141 км на північ від Тімішоари.

## Населення
За даними перепису населення 2002 року у селі проживали 368 осіб.
Національний склад населення села:
| Національність | Кількість осіб | Відсоток |
| -------------- | -------------- | -------- |
| румуни         | 248            | 67,4%    |
| угорці         | 107            | 29,1%    |
| цигани         | 12             | 3,3%     |

Рідною мовою назвали:
| Мова      | Кількість осіб | Відсоток |
| --------- | -------------- | -------- |
| румунська | 249            | 67,7%    |
| угорська  | 106            | 28,8%    |
| циганська | 12             | 3,3%     |